# 淺野妙子
淺野妙子（日語：浅野 妙子，1961年10月4日—），日本女編劇，神奈川縣出身，畢業於慶應義塾大學文學系、慶應義塾大學文學研究所文學研究科。

## 經歷
1994年，淺野妙子以《無言電話》在「富士電視台青年劇本大獎」獲得佳作賞，1996年，電視劇作品《35歲的戀愛》為編劇出道作，代表作有《戀愛世代》、《神啊！請多給我一點時間》、《大奧》系列、《櫻子》、《Last Friends》及電影《NANA》等。

## 編劇作品

### 電視劇
- 35歲的戀愛（日语：Age,35#テレビドラマ）（1996年，富士電視台）
- TOKYO23区の女「葛飾区の女」（1996年，富士電視台）
- 現代灰姑娘（日语：ミセスシンデレラ）（1997年，富士電視台）
- 戀愛世代（1997年，富士電視台）
- 神啊！請多給我一點時間（1998年，富士電視台）
- 無瑕的愛（日语：パーフェクトラブ!）（1999年，富士電視台）
- 二千年之戀（日语：二千年の恋）（2000年，富士電視台）
- 婚外戀愛（日语：婚外恋愛）（2002年，朝日電視台）
- 薔薇的十字架（日语：薔薇の十字架）（2002年，富士電視台）
- 怪談百物語（日语：怪談百物語）（2002年，富士電視台）
- 大奧（2003年，富士電視台）
- 神啊！請等等我（日语：ちょっと待って、神様）（2004年，NHK）
- 大奥〜第一章〜（2004年，富士電視台）
- I'm Home（2004年，NHK）
- 土曜劇場特別企画 悪魔のような女 私と一緒に夫を殺して!（2005年，朝日電視台）
- 大奥〜華之亂〜（2005年，富士電視台）
- NHK晨間劇 櫻子（2006年，NHK）
- 眉山（日语：眉山 (さだまさし)#テレビドラマ）（2008年，富士電視台）
- Last Friends（2008年，富士電視台）
- 貓街（2008年，NHK）
- 天真的愛（2008年，富士電視台）
- JNN 50週年記念SP 父よ，あなたはえらかった〜1969年のオヤジと僕（2009年，TBS電視台）
- 第八日的蟬（2010年，NHK）
- 月之戀人（2010年，富士電視台）
- 第10回文藝社SP あの海を忘れない 〜若年性アルツハイマー病を支えて〜（2011年，朝日電視台）
- 終戰記念SP 這個世界的角落（2011年，日本電視台）
- 他、丈夫、男友們（2011年，NHK）
- 天の方舟（2012年 - 2013年，WOWOW）
- 松本清張SP 時間の習俗（2014年，富士電視台）
- 鈴木商店的當家娘（2014年，讀賣電視台）
- 美麗陷阱～殘花繚亂（日语：残花繚乱#テレビドラマ）（2015年，TBS電視台）
- 對不起，我愛你（2017年，TBS電視台）
- 黃昏流星群（2018年，富士電視台）
- 銀座夜女王～拐帶行～（2021年，朝日電視台）
- 戀愛何必認真？（2022年，富士電視台）
- Prism（2022年，NHK）
- 就算忘了你（日语：たとえあなたを忘れても）（2023年，朝日放送電視台）

### 電影
- NANA（2005年，東寶）
- NANA 2（2006年，東寶）
- 大奥（2006年，東映）
- ICHI（日语：ICHI）（2008年，日本華納）
- 今天開始談戀愛（2012年，東寶）
- 幸運情人草（日语：クローバー (稚野鳥子)#映画）（2014年）
- 她不知道那些鳥的名字（日语：彼女がその名を知らない鳥たち）（2017年）
- 橘子醬男孩（2018年）
- 我是她的、俘虜（日语：あのコの、トリコ。）（2018年）
- 玩美人生（日语：最高の人生の見つけ方）（2019年）
- 初戀（2021年）

## 獎項
- 1994年第7回富士青年劇本大賞（日语：フジテレビヤングシナリオ大賞）佳作獎：無言電話
- 1998年第18回日劇學院賞最佳編劇：神啊！請多給我一點時間[2]
- 1997年橋田賞本賞
- 2008年第57回日劇學院賞最佳編劇：Last Friends[3]